# Año Internacional del Turismo Sostenible y Resiliente
2027 fue proclamado Año Internacional del Turismo Sostenible y Resiliente por la Asamblea General de las Naciones Unidas mediante la resolución A/RES/78/260, aprobada el 26 de febrero de 2024. Esta designación busca destacar el papel del turismo sostenible como un motor clave para el desarrollo social, económico y ambiental en el marco de la Agenda 2030 y los Objetivos de Desarrollo Sostenible (ODS).
El turismo sostenible y resiliente es una herramienta para la erradicación de la pobreza, la generación de empleo y el desarrollo de comunidades locales. Además, promueve la conservación del medioambiente y la biodiversidad, al tiempo que fortalece la paz y la cooperación internacional. Se subraya la necesidad de incluir a sectores tradicionalmente marginados, como jóvenes, mujeres, pueblos indígenas y comunidades rurales, garantizando su participación en la toma de decisiones y en la distribución equitativa de los beneficios económicos generados por el turismo.

## Actividades y alcance
Durante este año la Organización Mundial del Turismo (OMT) tendrá un papel central en la coordinación de esfuerzos junto con los gobiernos, organismos de las Naciones Unidas y otros actores clave. Se espera que la conmemoración impulse diversas iniciativas orientadas a consolidar un turismo más equitativo, responsable y preparado para afrontar los desafíos globales.
En este marco, se promoverá el ecoturismo y la conservación ambiental mediante la creación y mejora de áreas protegidas, la promoción de prácticas responsables y el desarrollo de destinos turísticos sostenibles con menor impacto ambiental. También se impulsarán campañas de educación y sensibilización para fomentar comportamientos más responsables entre los turistas.
Además, se fomentarán políticas de turismo inclusivo para garantizar una distribución equitativa de los beneficios económicos del sector. Se buscará empoderar a las comunidades locales y el acceso a oportunidades económicas derivadas del turismo. La equidad de género y la integración de jóvenes y pueblos indígenas serán aspectos prioritarios.
Otro aspecto fundamental será fortalecer la resiliencia del sector turístico ante crisis económicas, sanitarias y climáticas. Se impulsarán medidas para mejorar la preparación y respuesta ante emergencias globales, así como para reducir la vulnerabilidad de los destinos turísticos a desastres naturales.
También se promoverán modelos de consumo y producción responsables en la industria del turismo, promoviendo prácticas empresariales sostenibles, reduciendo el desperdicio de recursos y minimizando la contaminación. Se promoverá el uso eficiente de la energía, la reducción de plásticos y la implementación de tecnologías sostenibles.
Por último, el Año Internacional facilitará el intercambio de buenas prácticas y la inversión en infraestructuras sostenibles. Se prevé la organización de conferencias, foros y eventos internacionales en los que los países compartirán experiencias y estrategias para impulsar el turismo sostenible y resiliente a nivel global.
Para garantizar la ejecución de estas actividades, la Asamblea General ha establecido que los costos deberán ser cubiertos mediante contribuciones voluntarias, sin afectar los fondos regulares de las Naciones Unidas.